# Nyamurenza
Nyamurenza är en kommun i Burundi. Den ligger i provinsen Ngozi, i den norra delen av landet, 90 km nordost om Burundis största stad Bujumbura.